# مرض ورم الأرومة الغاذية الحملي
مرض ورم الأرومة الغاذية الحملي (GTD) هو مصطلح عام لمجموعة من الاضطرابات المتعلقة بالحمل التي تنشأ من الأرومة الغاذية (الخلايا البدائية والتي هي ببساطة، الخلايا «الجذعية» المشيمية)، ومجموعة سريرية من الورم العادي (على سبيل المثال، الرحى العدارية أو الحمل العنقودي) إلى الورم الخبيث الصريح والنشيط (على سبيل المثال، سرطانة مشيمائية). الأرومة الغاذية الحملية ذات أهمية خاصة لعلماء الأحياء الخلوية لأنه مثلما يحدث في مرض السرطان، تغزو هذه الخلايا الأنسجة (في الرحم)، ولكن خلافا للسرطان، «تعرف» متى تتوقف.
ويمكن لمرض ورم الأرومة الغاذية الحملي ان يظهر كالحمل، لأن الرحم قد تحتوي على أنسجة جنينية، وإن كانت غير طبيعية، الا انه قد تنمو بنفس معدل الحمل الطبيعي وتنتج الهرمون الموجهة للغدد التناسلية المشيمية، وهو الهرمون الذي يقاس لمراقبة رفاهية الجنين.
و في حين ان مرض ورم الأرومة الغاذية الحملي يؤثر بشكل كبير على النساء في سن الإنجاب، فإنه قلما قد يحدث في النساء بعد سن اليأس.

## المرادفات شائعة الاستخدام
ويمكن أيضا ان يدعى مرض ورم الأرومة الغاذية الحملي (GTD) بورم الأرومة الغاذية الحملي الخبيث (GTT).
ويمكن أيضا ان تسمى الرحى العدارية (أحد أنواع مرض ورم الأرومة الغاذية الحملي) بالحمل العنقودي.
المرض المستمر؛ مرض ورم الأرومة الغاذية الحملي المستمر: إذا كان هناك أي دليل على استمرار وجود مرض ورم الأرومة الغاذية الحملي، والذي يعرف عادة بأنه الارتفاع المستمر لهرمون بيتا الموجهة للغدد التناسلية البشرية (انظر «التشخيص» أدناه) يمكن أيضا ان يشار للحالة على أنها تنشؤ ورم الأرومة الغاذية الحملي (GTN).

## الأنواع
مرض ورم الأرومة الغاذية الحملي هو الاسم الشائع لخمسة أورام مرتبطة ارتباطا وثيقا (أحدها ورم حميد، وأربعة أورام خبيثة):
- الورم الحميد
  - الرحى العدارية (الحمل العنقودي)

وهنا، في البداية يتم زراعة البويضة المخصبة في الرحم، ولكن بعض الخلايا حول الجنين النامي (الزغابات المشيمية) تتفسخ أو تتنكس. فيكون الحمل غير قابل للحياة. وتتحول عملية الحمل الطبيعي إلى ورم حميد. هناك نوعين فرعيين من حالة الرحى العدارية: حمل الرحى العدارية المكتمل، وحمل الرحى العدارية الجزئي.
- الأورام الخبيثة الاربعة هي
  - الرحى الغازية
  - سرطانة مشيمائية
  - ورم الأرومة الغاذية في مكان المشيمة
  - ورم الأرومة الغاذية شبيه بالظهارية

تطور جميع الأورام الخمسة يرتبط ارتباطا وثيقا في المشيمة. تنشأ جميع الأورام الخمسة من خلايا الأرومة الغاذية. والأرومة الغاذية هي الغشاء الذي يشكل جدار الكيسة الأريمية في النمو المبكر للجنين. في الحمل الطبيعي، فإن خلايا الأرومة الغاذية تساعد في غرس البويضة المخصبة في جدار الرحم. ولكن في مرض ورم الأرومة الغاذية الحملي، فانها تتطور إلى خلايا سرطانية.

## الحالات
وعموما، فإن مرض ورم الأرومة الغاذية الحملي هو مرض نادر الحدوث. ومع ذلك، فإن حالات مرض ورم الأرومة الحملي تتفاوت تفاوتا كبيرا بين المناطق الجغرافية المختلفة من العالم. الحالات المبلغ عنها من حمل الرحى العدارية الجزئي تتراوح من 23الى1299 حالة لكل 100,000 حالة حمل. حالات الإصابة باشكال خبيثة من مرض ورم الأرومة الغاذية الحملي هو أقل من ذلك بكثير، حوالي 10 ٪ فقط من حالات الإصابة بالرحى العدارية الجزئي. وورد في التقارير عن ان حالات حدوث مرض ورم الأرومة الغاذية الحملي في أوروبا وأمريكا الشمالية أقل بكثير من نسبة الإصابة بمرض ورم الأرومة الغاذية الحملي في آسيا وأمريكا الجنوبية. أحد الأسباب المقترحة لهذا التباين الكبير هو الاختلافات في النظام الغذائي الصحي في مناطق مختلفة من العالم (مثل نقص الكاروتين).
ومع ذلك، فإنه من الصعب التعرف على حالات الإصابة بأمراض نادرة مثل (مرض ورم الأرومة الغاذية الحملي)، نظرا لأن البيانات الوبائية عن الأمراض النادرة محدودة مع وجود مشاكل في الإبلاغ عنها، بالإضافة إلى الحالات التي لم تتم ملاحظتها. وبالإضافة إلى ذلك، فإن مرض ورم الأرومة الغاذية الحملي خاصة من الصعب تشخيصه، وذلك لأن المرء بحاجة إلى معرفة جميع حالات الحمل في مجموع السكان. ومع ذلك، يبدو من المرجح جدا أنه قد تم تضخيم العدد المقدر للولادات التي تحدث في المنزل أو خارج مستشفى في بعض التقارير.

## عوامل الخطر
عوامل الإصابة الرئيسية التي تزيد احتمال تطوير مرض ورم الأرومة الغاذية الحملي هما: 1) اما ان تكون المرأة صغيرة جدا أو كبيرة جدا في السن من أجل الحمل (تحت 20 عاما، أو أكثر من 35 عاما)، و 2) الإصابة بمرض ورم الأرومة الغاذية الحملي في الماضي.
الأرقام التقريبية للخطر: النساء تحت سن 16 سنة من العمر معرضات لخطر أعلى بست مرات لتطوير الحمل العنقودي من اللواتي تتراوح أعمارهن بين 16-40، والنساء من 50 عاما أو أكثر لديهن احتمال نسبته واحد من ثلاثة لوجود الحمل العنقودي.

## التشخيص
التشخيص السريري الأولي لمرض ورم الأرومة الغاذية الحملي يتم عن طريق اختبارات الدم والموجات فوق الصوتية. الأعراض الأكثر شيوعا لمرض ورم الأرومة الغاذية الحملي هي النزف المهبلي، وتوسيع الرحم، وألم الحوض أو عدم الراحة، والقيء الكثير (قيء مفرط). ولكن أيضا يؤدي مرض ورم الأرومة الغاذية الحملي دائما إلى ارتفاع مصل الهرمون الموجهة للغدد التناسلية البشرية (الهرمون الموجهة الغدد التناسلية المشيمية البشرية). حيث ان الحمل إلى حد الآن هو السبب الأكثر شيوعا لارتفاع مصل الهرمون الموجهة للغدد التناسلية البشرية، ويشتبه الأطباء عموما اولا في الحمل مع المضاعفات. ومع ذلك، في مرض ورم الأرومة الغاذية الحملي، فإن الوحيدات بيتا (HCG بيتا) من الهرمون الموجهة للغدد التناسلية هي أيضا مرتفعة دائما. لذا، إذا كان يشتبه سريريا بالإصابة بمرض ورم الأرومة الغاذية الحملي، يتم قياس مصل هرمون الموجهة للغدد التناسلية البشرية بيتا أيضا.
ينبغي تأكيد التشخيص السريري الأولي بمرض ورم الأرومة الغاذية الحملي تشريحيا، والذي يمكن القيام به بعد اخلاء الحمل (انظر «العلاج» أدناه) لدى النساء المصابات بحمل الرحى العدارية الجزئي. ومع ذلك، مرض ورم الأرومة الغاذية الحملي الخبيث وعائي للغاية. في حالة الاشتباه بوجود مرض ورم الأرومة الغاذية الحملي الخبيث سريريا، فهذا يعتبر من موانع إجراء الخزعة، لأن الخزعة قد تسبب النزف المهدد للحياة.

## العلاج
العلاج ضروري دائما.
علاج حمل الرحى العدارية الجزئي يتكون من إجلاء الحمل. فالإجلاء سيؤدي إلى تخفيف الأعراض، ويمنع أيضا المضاعفات لاحقا. التجريف الامتصاصي هو الأسلوب المفضل للإجلاء. اما استئصال الرحم فهو العلاج البديل إذا كانت المريضة لا تود الحمل مرة أخرى. وتعالج الرحى العدارية أيضا بنجاح عن طريق الميثوتركسيت الجهازي (في الوريد).
علاج الرحى الغازية أو السرطانة المشيمائية بشكل عام هو نفسه. عادة ما يتم التعامل مع كلا الحالتين بالعلاج الكيميائي. الميثوتركسيت والداكتينوميسين هي من الأدوية المستخدمة في العلاج الكيميائي لمرض ورم الأرومة الغاذية الحملي. عدد قليل فقط من النساء المريضات بمرض ورم الأرومة الغاذية الحملي يعانين من سوء تشخيص المرض الأرومة الغاذية الحملي النقيلي. ويتضمن العلاج عادة العلاج الكيميائي. ويمكن أيضا إعطاء العلاج الإشعاعي إلى الأماكن التي انتشر بها السرطان، على سبيل المثال الدماغ.
وينصح النساء اللاتي يخضعن لعلاج كيميائي ان لا تحمل لسنة واحدة بعد إكمال العلاج. من المحتمل أيضا أن ينقطع الطمث عن تلك النساء في وقت مبكر. وقد قدر سن انقطاع الطمث من قبل الكلية الملكية لأطباء التوليد وأمراض النساء بالنسبة للنساء اللواتي يتلقين العلاج الكيميائي وحيد العامل في موعد متقدم بسنة واحدة مقارنة بالموعد الطبيعي لانقطاع الطمث، وبمقدار 3 سنوات بالنسبة للنساء اللواتي يتلقين العلاج الكيميائي متعدد العوامل.

## المتابعة
المتابعة أمر ضروري لجميع النساء المصابات بمرض ورم الأرومة الغاذية الحملي، وذلك بسبب احتمال استمرار المرض، أو بسبب خطر نمو مرض غزو الرحم الخبيث أو الأمراض الخبيثة النقيلية حتى بعد العلاج في بعض النساء مع عوامل خطر معينة.
استخدام وسائل منع الحمل الموثوق بها أمر مهم جدا خلال فترة المتابعة بأكملها، لأن المتابعة تعتمد على قياس الهرمون الموجهة للغدد التناسلية المشيمية. إذا لم يتم استخدام وسائل منع الحمل الموثوق بها أثناء المتابعة، من الممكن ان يحصل التباس كبير إذا ارتفع الهرمون الموجهة للغدد التناسلية المشيمية: لماذا يحصل هذا الارتفاع؟ هل لأن المريضة أصبحت حامل مرة أخرى؟ أو لأن مرض ورم الأرومة الغاذية الحملي ما زال موجودا؟ ولذلك، وخلال فترة المتابعة المنصوص عليها، يجب على المريضات ان لا يحملن.
في النساء اللواتي لديهن الشكل الخبيث من مرض ورم الأرومة الغاذية الحملي، تبقى تركيزات الهرمون الموجهة للغدد التناسلية المشيمية كما هي (مرحلة من الاستقرار) أو ترتفع. يشير الارتفاع المستمر في مستويات مصل الهرمون الموجهة للغدد التناسلية المشيمية بعد حمل غير حمل الرحى العدارية (أي الحمل العادي [مدة الحمل]، أو الحمل المبكر، أو الحمل المنتبذ [الحمل الذي يحدث في المكان الخطأ، وعادة في قناة فالوب]، أو الإجهاض) دائما إلى مرض ورم الأرومة الغاذية الحملي المستمر (كثير التكرار بسبب السرطانة المشيمائية أو ورم الأرومة الغاذية في مكان المشيمة)، ولكن ذلك ليس شائعا، لأن العلاج في الغالب ناجح
في حالات نادرة قد يتم تنشيط مرض ورم الأرومة الغاذية الحملي السابق بعد الحمل لاحقا، حتى بعد عدة سنوات. ولذلك، ينبغي إجراء اختبارات الهرمون الموجهة للغدد التناسلية المشيمية أيضا بعد أي حمل لاحق في جميع النساء اللواتي كن مصابات بمرض ورم الأرومة الغاذية الحملي في السابق (بعد 6 و 10 أسابيع من نهاية أي حمل لاحق).

## النساء الأخريات اللواتي يجب أن يخضعن أيضا لاختبار الهرمون الموجهة للغدد التناسلية المشيمية
يجب على النساء اللواتي يعانين من نزيف مهبلي غير طبيعي مستمر بعد أي فترة الحمل، والنساء اللواتي تطور لديهن خطر على الجهاز التنفسي أو الأعراض العصبية بعد أي حمل، ان يخضعن لاختبار الهرمون الموجهة للغدد التناسلية المشيمية أيضا لأنه قد تكون هذه علامات مرض ورم الأرومة الغاذية الحملي غير المشخص حتى الآن.

## التشخيص والتدريج
النساء المصابات بالرحى العدارية لهن تشخيص ممتاز.
النساء أيضا مع الشكل الخبيث من مرض ورم الأرومة الغاذية الحملي عادة ما يكون لهن تشخيص جيد جدا.
السرطانة المشيمائية، على سبيل المثال، غير شائعة، ولكن دائما ما تقرب من السرطان القابل للشفاء. على الرغم من أن السرطانة المشيمائية ورم خبيث جدا وتهدد الحياة، إلا أن معدل البقاء على قيد الحياة عموما من النساء اللواتي يتلقين العلاج الكيميائي المناسب في وقت مبكر يبلغ تقريبا 90 ٪. هناك جهود في البلدان النامية لكشف السرطانة المشيمائية في أقرب وقت ممكن، وبالتالي الحد بشكل كبير من معدل وفيات الأطفال في البلدان النامية أيضا.
عدد قليل فقط من النساء مع مرض ورم الأرومة الغاذية الحملي يكون لهن تشخيص سيء، على سبيل المثال بعض أشكال المرحلة الرابعة من GTN. يتم استخدام نظام التدريج FIGO (الاتحاد الدولي لطب النساء والتوليد).

## الحمل مرة أخرى
يمكن لمعظم النساء مع مرض ورم الأرومة الغاذية الحملي الحمل مرة أخرى، وأن يكون لهن أطفال مرة أخرى. فمخاطر حمل الرحى العدارية مرة أخرى منخفضة. أكثر من 98 ٪ من النساء اللواتي يحملن بعد حمل الرحى العدارية لن يكون حملهن حمل الرحى العدارية أو لن يكون هناك خطر متزايد من المضاعفات.
في الماضي، كان ينظر إلى أنه من المهم عدم الحمل فورا بعد مرض ورم الأرومة الغاذية الحملي. أوصى الأخصائيون بفترة انتظار مدتها 6 أشهر بعد أن يصبح الهرمون الموجهة للغدد التناسلية المشيمية في مستوياته الطبيعية. في الآونة الأخيرة، جرى التشكيك في وجهة النظر هذه. لأن بيانات طبية جديدة اقترحت أن فترة الانتظار أقصر بكثير بعد أن تصبح مستويات الهرمون الموجهة للغدد التناسلية المشيمية الطبيعية معقولة لحوالي 97 ٪ من المريضات اللواتي يعانين من الرحى العدارية.

## خطر تكرار مرض ورم الأرومة الغاذية الحملي
خطر تكرار مرض ورم الأرومة الغاذية الحملي هو حوالي 1 من 100، مقارنة مع ما يقرب من 1 من 1000 من الخطر في عموم السكان. وخصوصا في النساء اللواتي يبقى لديهن الهرمون الموجهة للغدد التناسلية المشيمية في مستويات مرتفعة بشكل ملحوظ، حيث يبقين معرضات لخطر تكرار تطوير مرض ورم الأرومة الغاذية الحملي.

## مرض ورم الأرومة الغاذية المستمر
ويستخدم مصطلح «مرض ورم الأرومة الغاذية المستمر» (PTD) بعد تلقي العلاج من حمل الرحى، حيث يتم ترك بعض أنسجة الرحى وتبدأ بالنمو مرة أخرى إلى ورم. على الرغم من أن مرض ورم الأرومة الغاذية المستمر يمكن أن ينتشر داخل الجسم كالسرطان الخبيث، إلا أن نسبة الشفاء منه عموما تقرب من 100 ٪.
في الغالبية العظمى من المرضى، علاج مرض ورم الأرومة الغاذية المستمر يتألف من العلاج الكيميائي. ويمكن علاج نحو 10 ٪ فقط من المرضى الذين يعانون من مرض ورم الأرومة الغاذية المستمر بنجاح مع تجريف ثان.

## مرض ورم الأرومة الغاذية الحملي يتعايش مع الجنين الطبيعي، وهو ما يسمى ب «حمل التوأم»
في بعض الحالات، يمكن أن يتعايش مرض ورم الأرومة الغاذية الحملي مع الجنين الطبيعي. وهذا ما يسمى «حمل التوأم». يجب التعامل مع هذه الحالات فقط عن طريق العيادات ذات الخبرة، وبعد إجراء مشاورات مستفيضة مع المريضة. ولأن مصطلح الولادة الناجحة قد يكون ممكنا، ينبغي أن يسمح بمتابعة الحمل إذا كانت الأم ترغب بذلك، في أعقاب تقديم المشورة المناسبة. يقرب احتمال نجاح ولادة طفل سليم من 40 ٪، ولكن هناك خطر حدوث مضاعفات، على سبيل المثال الانسداد الرئوي، وتسمم الحمل. بالمقارنة مع النساء اللواتي اصبن ببساطة بمرض ورم الأرومة الغاذية الحملي في الماضي، لا يوجد خطر متزايد لتطوير مرض ورم الأرومة الغاذية الحملي المستمر بعد حمل التوأم هذا.
في حالات قليلة، كان مرض ورم الأرومة الغاذية الحملي يتعايش مع الحمل الطبيعي، ولكن تم اكتشاف هذا بالمصادفة فقط بعد الولادة الطبيعية.

## لماذا يحدث مرض ورم الأرومة الغاذية الحملي
حمل الرحى العدارية هو حمل غير طبيعي من نمو المشيمة المفرط. يأخذ الحمل مكانا، ولكن نسيج المشيمة ينمو بسرعة كبيرة، بدلا من دعم نمو الجنين.
حمل الرحى العدارية الكامل ليس فيه أنسجة الجنين ولا الحمض النووي الموروث من الام. وتكرارات الحيوانات المنوية المنفردة وتكرار تخصيب الحيوان المنوي للبويضة الفارغة، أو تخصيب اثنين من الحيوانات المنوية لبويضة فارغة (التخصيب المزدوج). البويضة الفارغة هي بويضة الأم التي ليس فيها الحمض النووي الوظيفي الموروث من الام.
حمل الرحى العدارية الجزئي يحتوي على خلايا الجنين أو الجنين. انه في الأصل ثلاثي الصيغة الصبغية، أي مجموعة واحدة من المورثات الفردانية موروثة من الأم ومجموعتين من المورثاتة الفردانية موروث من الاب. غالبا ما يحدث هذا بعد التخصيب المزدوج لبويضة طبيعية.
الأشكال الخبيثة لمرض ورم الأرومة الغاذية الحملي نادرة جدا. حوالي 50 ٪ من الأشكال الخبيثة لمرض ورم الأرومة الغاذية الحملي تتطور من الرحى العدارية.

## يتصل بهذا الموضوع، ولكن ليس مرض ورم الأرومة الغاذية الحملي
- هذا ليس مرض ورم الأرومة الغاذية الحملي، وهي ليست أورام[50]
  - مكان المشيمة المتضخمة
  - العقيدات المتعددة في مكان المشيمة

وتتألف كلاهما من الأرومة الغاذية الوسيطة، ولكن ملامحهما الشكلية والسريرية يمكن أن تختلف بشكل كبير.
مكان المشيمة المتضخمة هي ورم حميد وآفة غير سرطانية مع زيادة عدد خلايا الأرومة الغاذية الوسيطة المغروسة في المكان والتي تخترق بطانة الرحم وعضل الرحم الكامن. ربما مكان المشيمة المتضخمة تحدث مع الحمل الطبيعي، أو بعد الإجهاض. المعالجة الخاصة أو المتابعة ليستا ضروريتين.
العقيدات في مكان المشيمة هي آفات من النوع المشيمي من الأرومة الغاذية الوسيطة وتكون العقيدات صغيرة عادة. تم العثور على 40 إلى 50 ٪ من العقيدات في مكان المشيمة في عنق الرحم. انها تقريبا دائما ما تكون نتائج عرضية بعد إجراء العمليات الجراحية. المعالجة الخاصة أو المتابعة ليستا ضروريتين.